# 엄지하우스
엄지하우스(영어: Eomji House)는 대한민국의 실내건축 및 건축마무리 공사 기업이다.

## 역사
1986년 5월 설립 되었으며 2015년 10월 코넥스 시장에 상장하였다.